# Koreanische Wiedervereinigung

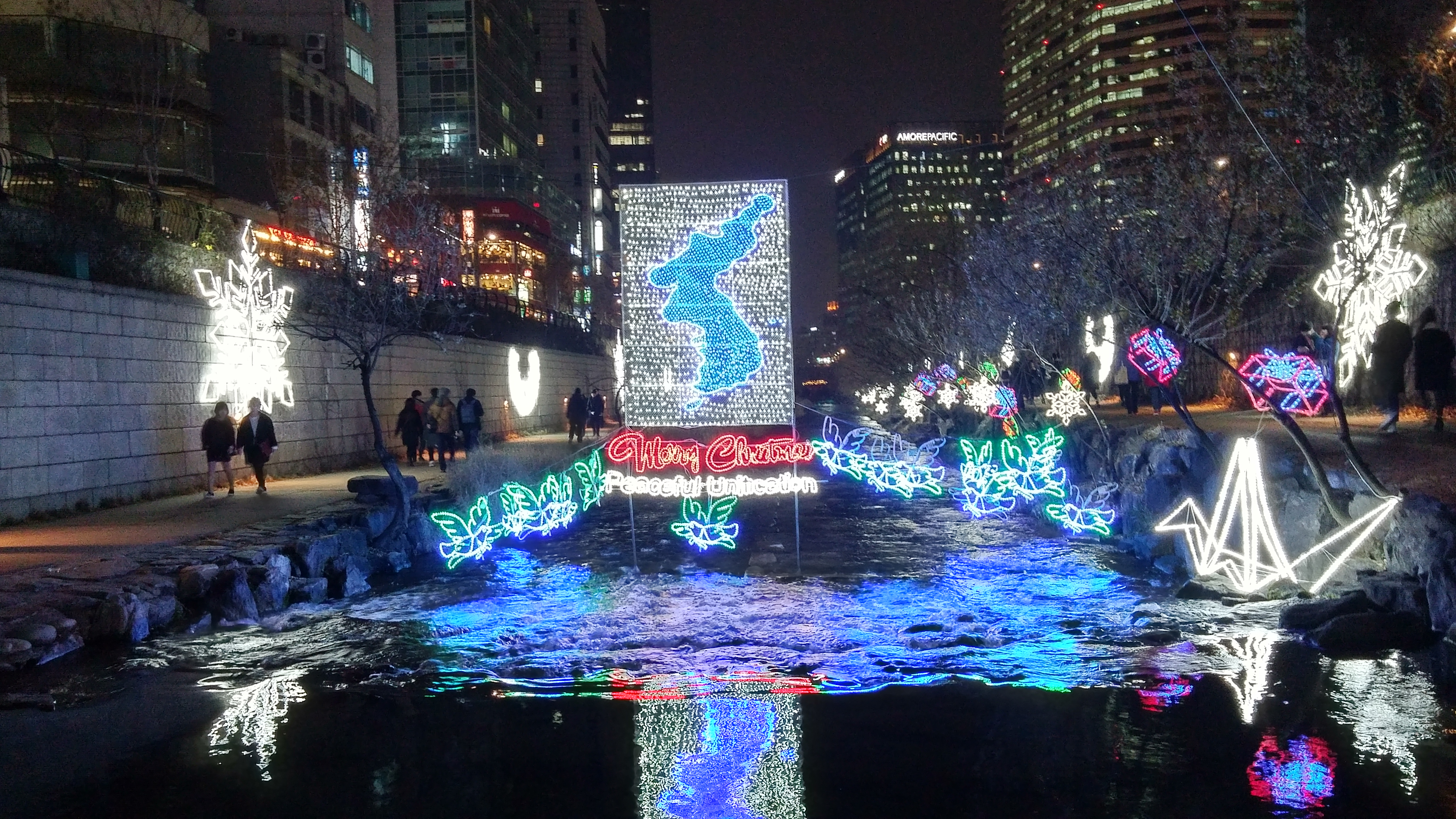
Flagge am Cheonggyecheon-Weihnachtsfestival

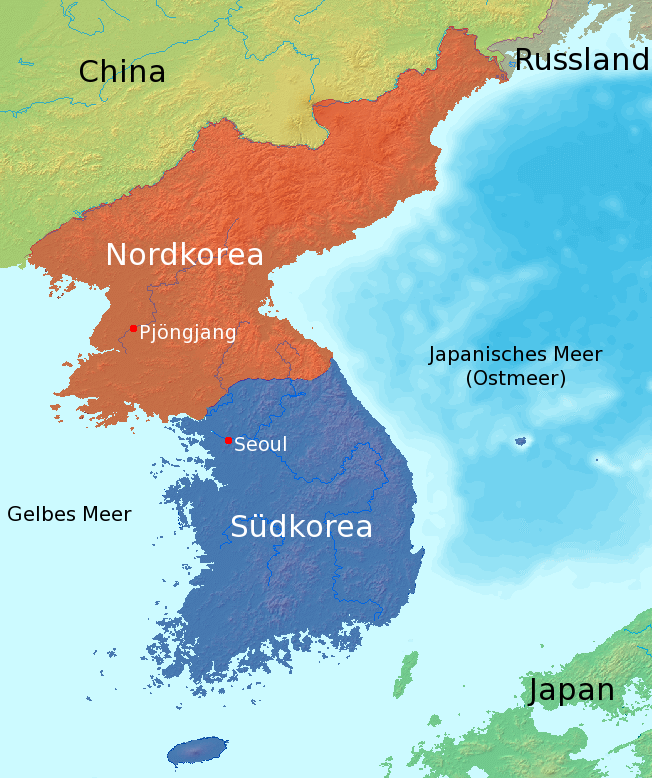
Die geteilte koreanische Halbinsel

Die Koreanische Wiedervereinigung (koreanisch 통일 tongil, hanja: 統一; im Süden des Landes 남북 통일 nambuk-tongil, wörtlich Süd-Nord-Wiedervereinigung, und im Norden 북남통일 puknam-t'ongil, wörtlich Nord-Süd-Wiedervereinigung) bezieht sich auf die hypothetische zukünftige Wiedervereinigung des seit 1945 geteilten Nordkoreas und  Südkoreas unter einer einzigen Regierung. Eingeleitet wurde der Prozess durch die „Gemeinsame Nord-Süd-Erklärung vom 15. Juni“ im August 2000, in der sich die beiden Länder darauf einigten, in Zukunft auf eine friedliche Wiedervereinigung hinzuarbeiten. Der Prozess wurde durch die Panmunjom-Erklärung für Frieden, Wohlstand und Vereinigung der koreanischen Halbinsel im April 2018 beim Treffen des nordkoreanischen Obersten Führers Kim Jong-un mit dem südkoreanischen Präsidenten Moon Jae-in bekräftigt. In der Panmunjom-Erklärung haben sich beide Länder darauf verständigt, in Zukunft auf eine friedliche Wiedervereinigung Koreas hinzuarbeiten, mit der gemeinsamen Erklärung von US-Präsident Donald Trump und dem nordkoreanischen Machthaber Kim Jong-un auf dem Singapur-Gipfel im Juni 2018.
In diesem Prozess gibt es jedoch eine Reihe von Hindernissen, die auf die großen politischen und wirtschaftlichen Unterschiede zwischen den beiden Ländern und außenpolitischen Akteuren wie der Volksrepublik China, Russland, den Vereinigten Staaten und Japan zurückzuführen sind. Daneben gibt es auch kurzfristige Probleme, wie z. B. die große Zahl von Flüchtlingen aus dem Norden, die in den Süden abwandern, und die anfängliche wirtschaftliche und politische Instabilität, die überwunden werden muss. Auch langfristige Probleme wie kulturelle Unterschiede, gegensätzliche politische Ideologien und mögliche Diskriminierung müssen angegangen werden.
Vor dem Ersten Weltkrieg und der Besetzung Koreas durch Japan war ganz Korea jahrhundertelang als ein einziger Staat vereint, der früher als Goryeo- und Joseon-Dynastien bekannt war, wobei der letzte vereinte Staat das Koreanische Kaiserreich war. Nach dem Zweiten Weltkrieg und beginnend mit dem Kalten Krieg wurde Korea entlang des 38. Breitengrades in zwei Staaten geteilt (entlang der entmilitarisierten Zone Koreas). Der Norden wurde in den Jahren unmittelbar nach dem Krieg von der Sowjetunion, und der Süden von den Vereinigten Staaten verwaltet. 1950 marschierte die Koreanische Volksarmee des Nordens in den Süden ein und begann den Koreakrieg, der 1953 in einer Pattsituation endete. Seit dem Ende des Koreakriegs ist die Wiedervereinigung zu einer größeren Herausforderung geworden, da sich die beiden Länder zunehmend voneinander unterscheiden. Ende 2010 erwärmten sich die Beziehungen zwischen Nord- und Südkorea jedoch, beginnend mit der Teilnahme Nordkoreas an den Olympischen Winterspielen 2018 im Bezirk Pyeongchang in der Provinz Gangwon, Südkorea.

## Geschichte
Das diktatorisch regierte Nordkorea im Norden und das seit Ende der 80er Jahre demokratisierte Südkorea im Süden der Halbinsel sind seit 1947 geteilt (siehe dazu Teilung Koreas) – seit dem Ende des Koreakrieges kam es zu verschieden intensiven Phasen der Annäherung und Entfremdung der beiden Staaten und einer Reihe bewaffneter Grenzzwischenfälle, jedoch befinden sie sich bis heute formell im Kriegszustand (siehe dazu Korea-Konflikt). Voraussetzung für eine Wiedervereinigung wäre daher eine formale Beendigung dieses Konfliktes mit einem Friedensvertrag.
Dass den Nord- und Südkoreanern die Wiedervereinigung ihrer Länder ein Anliegen ist, zeigt allein die Tatsache, dass sich auf dem Gipfel des Seoraksan Menschen treffen, um laut das Wort tongil (kor. „Wiedervereinigung“) über die Grenze zu rufen. Ähnlich wie im Deutschland der 1980er-Jahre sind Familienzusammenführungen in begrenztem Maße möglich, auch eine grenzüberschreitende Straße und Eisenbahnlinie wurden eingerichtet. Die Beschallung der Soldaten mit Propaganda entlang der streng befestigten Grenze wurde eingestellt. Allerdings befinden sich beide Seiten nominell immer noch im Kriegszustand, seit Ende des Koreakrieges 1953 wurden lediglich ein Waffenstillstand und ein Nichtangriffspakt abgeschlossen; Raketentests und die Entwicklung von Atomwaffen durch die nordkoreanische Seite belasten das gespannte Verhältnis.
Am 4. Oktober 2007 wurde jedoch bei einem historischen Gipfeltreffen in der Mansudae-Kongresshalle in Pjöngjang zwischen beiden Staaten eine Friedenserklärung unterschrieben. Beide Staatschefs riefen in der Erklärung zu Frieden, Wohlstand und engerer Wirtschaftszusammenarbeit auf der Koreanischen Halbinsel auf. Am 27. April 2018 wurde beim dritten innerkoreanischen Gipfeltreffen auf der südlichen Seite der Joint Security Area eine ähnliche Erklärung unterschrieben. Dies ist die bislang deutlichste Bewegung zu einem Friedensvertrag, weil darin unter anderem vereinbart wurde, Gespräche mit USA oder auch mit der VR China über ein Ende des Kriegszustandes noch in diesem Jahr zu führen.

## Konzepte
Beide Seiten haben unterschiedliche Konzepte, wie eine Wiedervereinigung aussehen soll. Es gibt die südkoreanische National Community Unification Formula (NCUF) und die Demokratische Föderative Republik Koryo, die hauptsächlich auf eine Konföderation abzielen. Die nordkoreanische Seite hingegen stellt sich ein Föderativsystem vor.
Das erste Wiedervereinigungskonzept kam von Kim Il-Sung, der 1960 die Schaffung einer Demokratischen Föderativen Republik Koryo vorschlug. Koryo ist insofern ein neutraler Name, als das Land in Nordkorea Chosŏn und in Südkorea Hanguk genannt wird. Dies wird in der Übersetzung der Landesnamen in Fremdsprachen nicht in jeder Sprache deutlich.

Was den wirtschaftlichen Aspekt der Wiedervereinigung anbelangt, gibt es in Südkorea Bedenken. In jedem Falle wird man mit Engelhard sagen müssen: 

„Je länger sich die Wiedervereinigung verzögert, desto größer dürften die wirtschaftlichen Belastungen für Südkorea werden.“

Eine Prognose hat Goldman Sachs 2009 geboten. An der 24-Seiten-Studie von Goohoon Kwon hat auch Jim O’Neill mitgearbeitet. Er hatte seinerzeit (2001) Brasilien, Russland, Indien und China (BRIC, siehe Schwellenland) als aufstrebende Wirtschaftsmächte identifiziert. Wie für diese Staaten, so sprächen für Nordkorea gut ausgebildete Arbeitskräfte, ein mit Uran, Kohle und Eisenerz reiches Rohstoffvorkommen und eine günstige demografische Entwicklung. Um dieses Potential nutzen zu können, meint Kwon, bedürfte es des Abschieds von der Diktatur sowie der Wiedervereinigung mit Südkorea. In der ersten Phase der Integration hätte die nordkoreanische Konjunktur von 2013 bis 2027 um jährlich bemerkenswerte sieben Prozent anziehen können. Mitte des 21. Jahrhunderts hätte ein vereinigtes Korea dann sogar ein höheres Bruttosozialprodukt aufweisen können als Frankreich, Deutschland und Japan.

Dazu bemerkt Oliver Kloss: 

„Gesetzt, diese Prognose sei zu optimistisch, so sollte zumindest bedacht werden: Sobald sich die Menschen Nordkoreas von der Diktatur befreien, muss ihnen ein Weg in die Wiedervereinigung geboten werden. Andernfalls entsteht aus schierer Angst eine Fluchtbewegung nach Südkorea, wie es sie auch vom Osten in den Westen Deutschlands anfangs gegeben hat. Der nordkoreanischen Bevölkerung muss dann durch Südkorea die Sicherheit geboten werden, dass die kommunistischen Eliten nicht wieder an die Macht gelangen können. Nur dies verhindert die Massenflucht, denn eine Barriere durch die Sprache besteht nicht.“

## In der Populärkultur
- Im Roman Der Wolkenatlas (2004) von David Mitchell spielt der fünfte Teil in einer dystopischen Zukunft des vereinten Koreas.
- Im Computerspiel Homefront (2011) vereint Kim Jong-un Nord- und Südkorea unter nordkoreanischer Führung und nimmt den Großteil Ostasiens ein und Teile der USA.
- Im Film Illang: The Wolf Brigade (2018) von Kim Jee-woon sehen sich beide Koreas vor dem Hintergrund territorialer Streitigkeiten zwischen China und Japan zu einer Wiedervereinigung gezwungen, um im Kriegsfall gewappnet zu sein.

## Dokumentation
- Korea – Für immer geteilt? Arte, Frankreich, 2013.
- Dokumentationen zum geteilten Korea. In: Internet Archive.